# Scott Chambliss
Pour les articles homonymes, voir Chambliss.
Scott Chambliss est un chef décorateur américain.

## Biographie
Il est notamment connu pour son travail auprès du réalisateur J. J. Abrams.

## Filmographie
- Mission impossible 3 (2006)
- Star Trek (2009)
- Salt (2010)
- Cowboys et Envahisseurs (2011)
- Star Trek Into Darkness (2013)
- À la poursuite de demain (2015)
- Star Trek : Sans limites (2016)

Source
- 2025 : Kiss of the Spider Woman de Bill Condon